# Day.az
Day.az е информационна агенция в Азербайджан, създадена през 2003 г. от депутата Анар Мамедханов, част от Day.Az Media Company. От 1 февруари 2010 г. съдържанието се публикува на руски (day.az), английски (today.az) и азербайджански (milli.az).
През 2008 г., по време на войната в Южна Осетия операторите на Day.az твърдят, че са били жертва на кибератаки. На 11 август 2009 г. Day.az и ANS Press прекъсват, като Day.az е недостъпен почти два часа. На 18 февруари 2009 г. порталът става недостъпен и на следващия ден домейните day.az и today.az са премахнати от домейна от първо ниво .az. Докладите относно причината варират от спекулации за „политически грешки“, хакери, до създаването на нов уебсайт.
Процесът на продажбата е предизвикана от интервюто на Борис Березовски, който по това време е в изгнание в Обединеното кралство, което разгневява руския президент Владимир Путин, който иска спирането на сайта. По-късно сайтът е възобновен от ръководството на агенция „Тренд“, лоялна към действащото правителство.